# Nuoto ai campionati mondiali di nuoto 2022 - 200 metri farfalla femminili
La gara di nuoto dei 200 metri farfalla femminili dei campionati mondiali di nuoto 2022 è stata disputata il 21 e 22 giugno 2022 presso la Duna Aréna di Budapest. Vi hanno preso parte 25 atlete provenienti da 20 nazioni.
La competizione è stata vinta dalla nuotatrice canadese Summer McIntosh, mentre l'argento e il bronzo sono andati rispettivamente alla statunitense Hali Flickinger e alla cinese Zhang Yufei.

## Podio
| Posizione | Atleta          | Nazionalità |
| --------- | --------------- | ----------- |
| Oro       | Summer McIntosh | Canada      |
| Argento   | Hali Flickinger | Stati Uniti |
| Bronzo    | Zhang Yufei     | Cina        |

## Programma
| Data           | Ora (UTC+2) | Turno      |
| -------------- | ----------- | ---------- |
| 21 giugno 2022 | 10:00       | Batterie   |
| 21 giugno 2022 | 19:18       | Semifinali |
| 22 giugno 2022 | 18:02       | Finale     |

## Record
Prima della competizione il record del mondo e il record dei campionati erano i seguenti:
| Record mondiale       | 2'01"81 | Liu Zige Cina               | 21 ottobre 2009 Jinan, Cina |
| Record dei campionati | 2'03"41 | Jessicah Schipper Australia | 30 luglio 2009 Roma, Italia |

Nel corso della competizione non sono stati migliorati.

## Risultati

### Batterie
| Pos. | Batteria | Corsia | Atleta                 | Nazionalità          | Tempo   | Note |
| ---- | -------- | ------ | ---------------------- | -------------------- | ------- | ---- |
| 1    | 1        | 3      | Summer McIntosh        | Canada               | 2'07"26 | Q    |
| 2    | 1        | 4      | Hali Flickinger        | Stati Uniti          | 2'07"31 | Q    |
| 3    | 3        | 5      | Kina Hayashi           | Giappone             | 2'08"63 | Q    |
| 4    | 2        | 3      | Elizabeth Dekkers      | Australia            | 2'08"98 | Q    |
| 5    | 2        | 4      | Regan Smith            | Stati Uniti          | 2'09"02 | Q    |
| 6    | 3        | 4      | Zhang Yufei            | Cina                 | 2'09"21 | Q    |
| 7    | 2        | 5      | Boglárka Kapás         | Ungheria             | 2'09"24 | Q    |
| 7    | 3        | 2      | Helena Bach            | Danimarca            | 2'09"24 | Q    |
| 9    | 1        | 2      | María Mata             | Messico              | 2'09"32 | Q    |
| 10   | 1        | 5      | Laura Stephens         | Gran Bretagna        | 2'10"07 | Q    |
| 11   | 1        | 6      | Abbey Connor           | Australia            | 2'10"10 | Q    |
| 12   | 3        | 7      | Lana Pudar             | Bosnia ed Erzegovina | 2'10"20 | Q    |
| 13   | 3        | 3      | Zhu Jiaming            | Cina                 | 2'11"20 | Q    |
| 14   | 3        | 6      | Katinka Hosszú         | Ungheria             | 2'11"22 | Q    |
| 15   | 3        | 1      | Lea Polonski           | Israele              | 2'11"40 | Q    |
| 16   | 2        | 6      | Chiho Mizuguchi        | Giappone             | 2'11"65 | Q    |
| 17   | 2        | 2      | Quah Jing Wen          | Singapore            | 2'11"79 |      |
| 18   | 2        | 7      | Giovanna Diamante      | Brasile              | 2'12"39 |      |
| 19   | 2        | 1      | Georgia Damasioti      | Grecia               | 2'13"12 |      |
| 20   | 3        | 8      | Karen Durango          | Colombia             | 2'14"20 |      |
| 21   | 2        | 8      | Jinjutha Pholjamjumrus | Thailandia           | 2'15"89 |      |
| 22   | 1        | 8      | Julimar Ávila          | Honduras             | 2'17"40 |      |
| 23   | 1        | 1      | Thị Mỹ Thảo Lê         | Vietnam              | 2'18"65 |      |
| 24   | 3        | 0      | Alondra Ortíz          | Costa Rica           | 2'19"01 |      |
| 25   | 2        | 0      | Hayley Wong            | Brunei               | 2'35"48 |      |
| -    | 1        | 7      | Helena Gasson          | Nuova Zelanda        | -       | dns  |

### Semifinali
| Pos. | Semifinale | Corsia | Atleta            | Nazionalità          | Tempo   | Note |
| ---- | ---------- | ------ | ----------------- | -------------------- | ------- | ---- |
| 1    | 2          | 4      | Summer McIntosh   | Canada               | 2'05"79 | Q,   |
| 2    | 1          | 4      | Hali Flickinger   | Stati Uniti          | 2'05"90 | Q    |
| 3    | 2          | 3      | Regan Smith       | Stati Uniti          | 2'07"13 | Q    |
| 4    | 1          | 7      | Lana Pudar        | Bosnia ed Erzegovina | 2'07"58 | Q,   |
| 5    | 1          | 3      | Zhang Yufei       | Cina                 | 2'07"76 | Q    |
| 6    | 1          | 5      | Elizabeth Dekkers | Australia            | 2'07"77 | Q    |
| 7    | 1          | 6      | Helena Bach       | Danimarca            | 2'07"82 | Q    |
| 8    | 2          | 6      | Boglárka Kapás    | Ungheria             | 2'07"89 | Q    |
| 9    | 2          | 5      | Kina Hayashi      | Giappone             | 2'08"32 |      |
| 10   | 1          | 2      | Laura Stephens    | Gran Bretagna        | 2'08"47 |      |
| 11   | 2          | 2      | María Mata        | Messico              | 2'09"78 |      |
| 12   | 2          | 7      | Abbey Connor      | Australia            | 2'09"88 |      |
| 13   | 1          | 1      | Katinka Hosszú    | Ungheria             | 2'10"64 |      |
| 14   | 2          | 1      | Zhu Jiaming       | Cina                 | 2'11"19 |      |
| 15   | 2          | 8      | Lea Polonsky      | Israele              | 2'11"31 |      |
| 16   | 1          | 8      | Chiho Mizuguchi   | Giappone             | 2'12"54 |      |

### Finale
| Pos.    | Corsia | Atleta            | Nazionalità          | Tempo   | Note |
| ------- | ------ | ----------------- | -------------------- | ------- | ---- |
| Oro     | 4      | Summer McIntosh   | Canada               | 2'05"20 |      |
| Argento | 5      | Hali Flickinger   | Stati Uniti          | 2'06"08 |      |
| Bronzo  | 2      | Zhang Yufei       | Cina                 | 2'06"32 |      |
| 4       | 3      | Regan Smith       | Stati Uniti          | 2'06"79 |      |
| 5       | 7      | Elizabeth Dekkers | Australia            | 2'07"01 |      |
| 6       | 6      | Lana Pudar        | Bosnia ed Erzegovina | 2'07"85 |      |
| 7       | 8      | Boglárka Kapás    | Ungheria             | 2'08"12 |      |
| 7       | 1      | Helena Bach       | Danimarca            | 2'08"12 |      |